# Château-Larcher

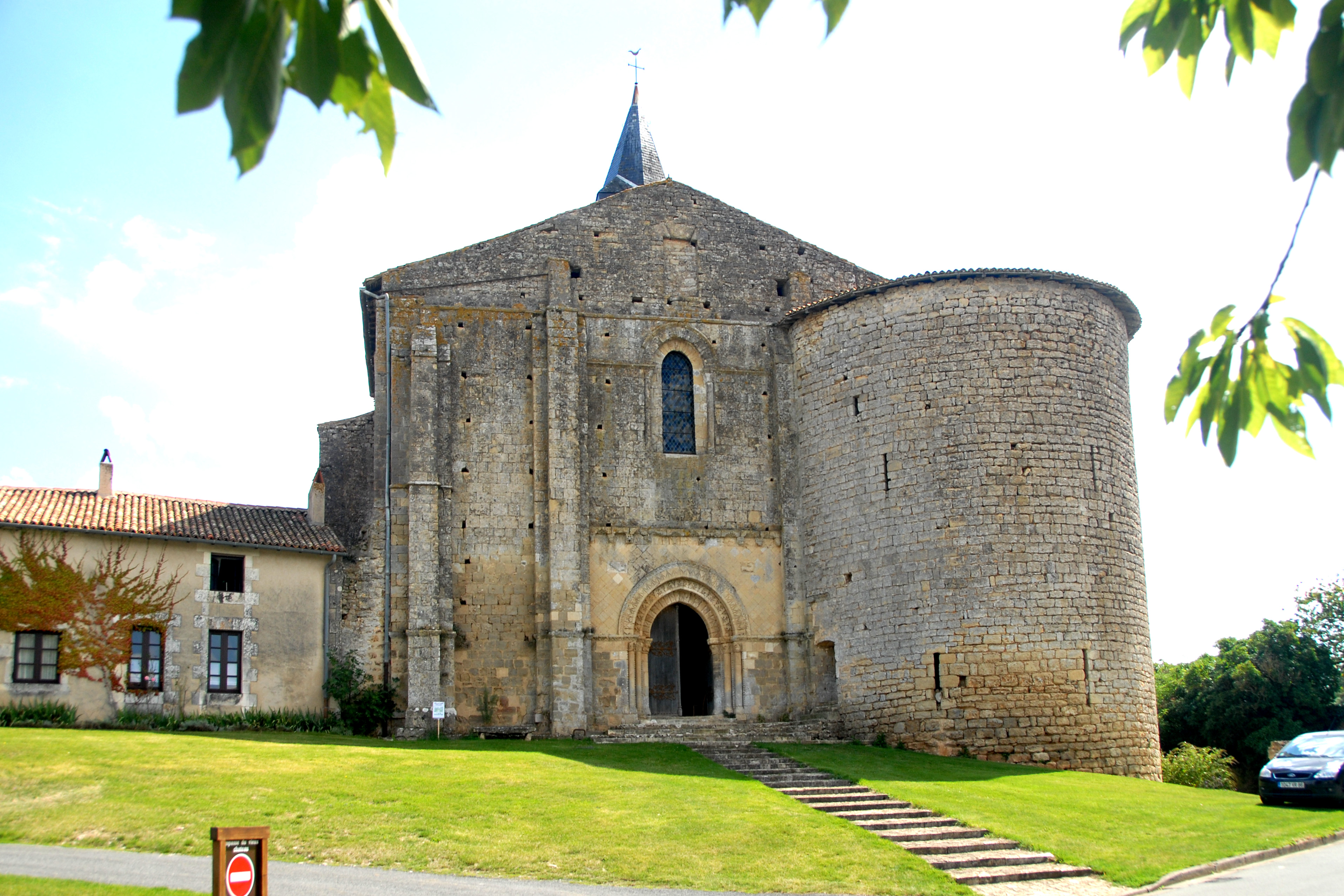
Château-Larcher, Kirche und Wehrturm, von Westen

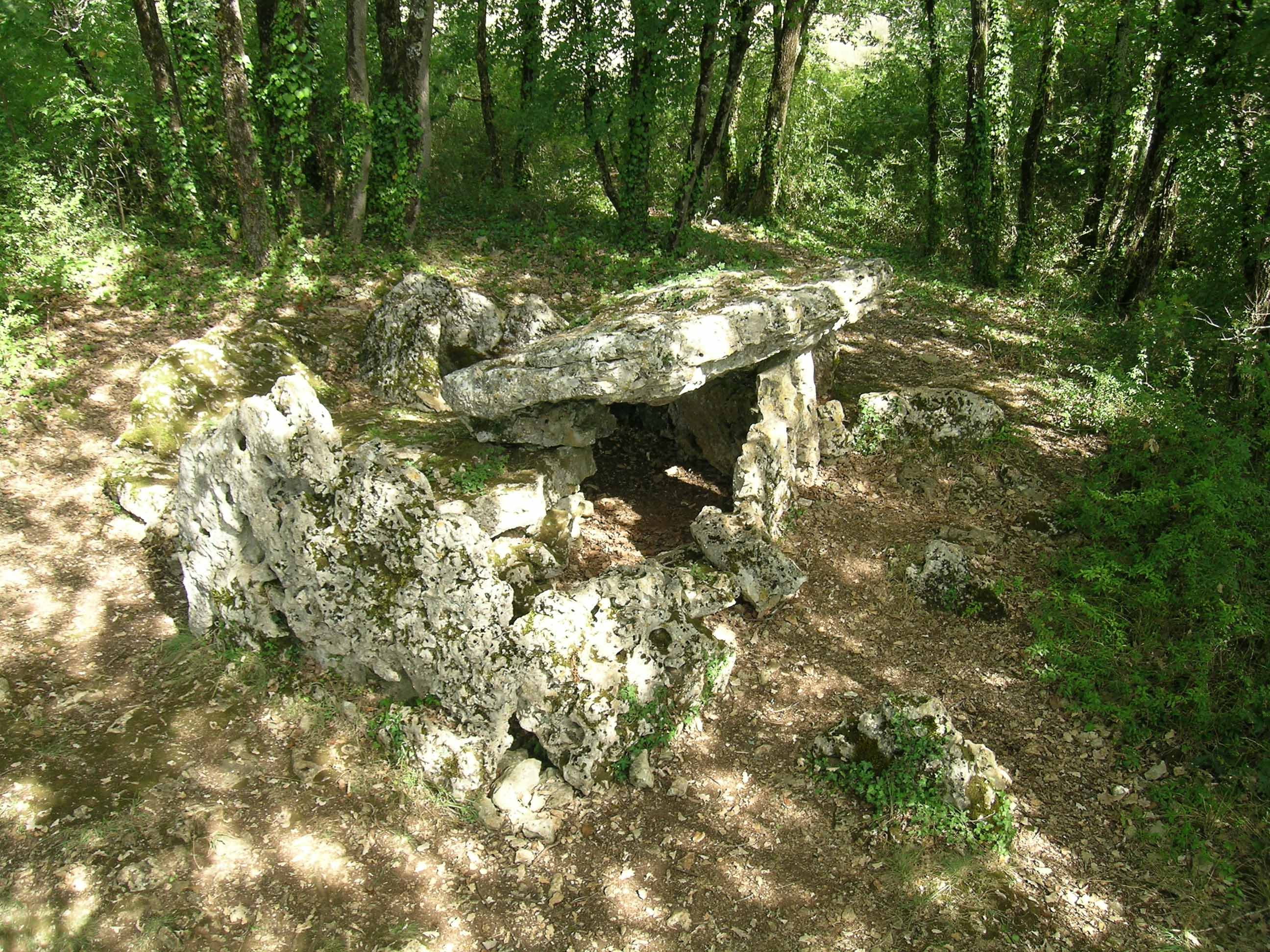
Dolmen d'Arlait

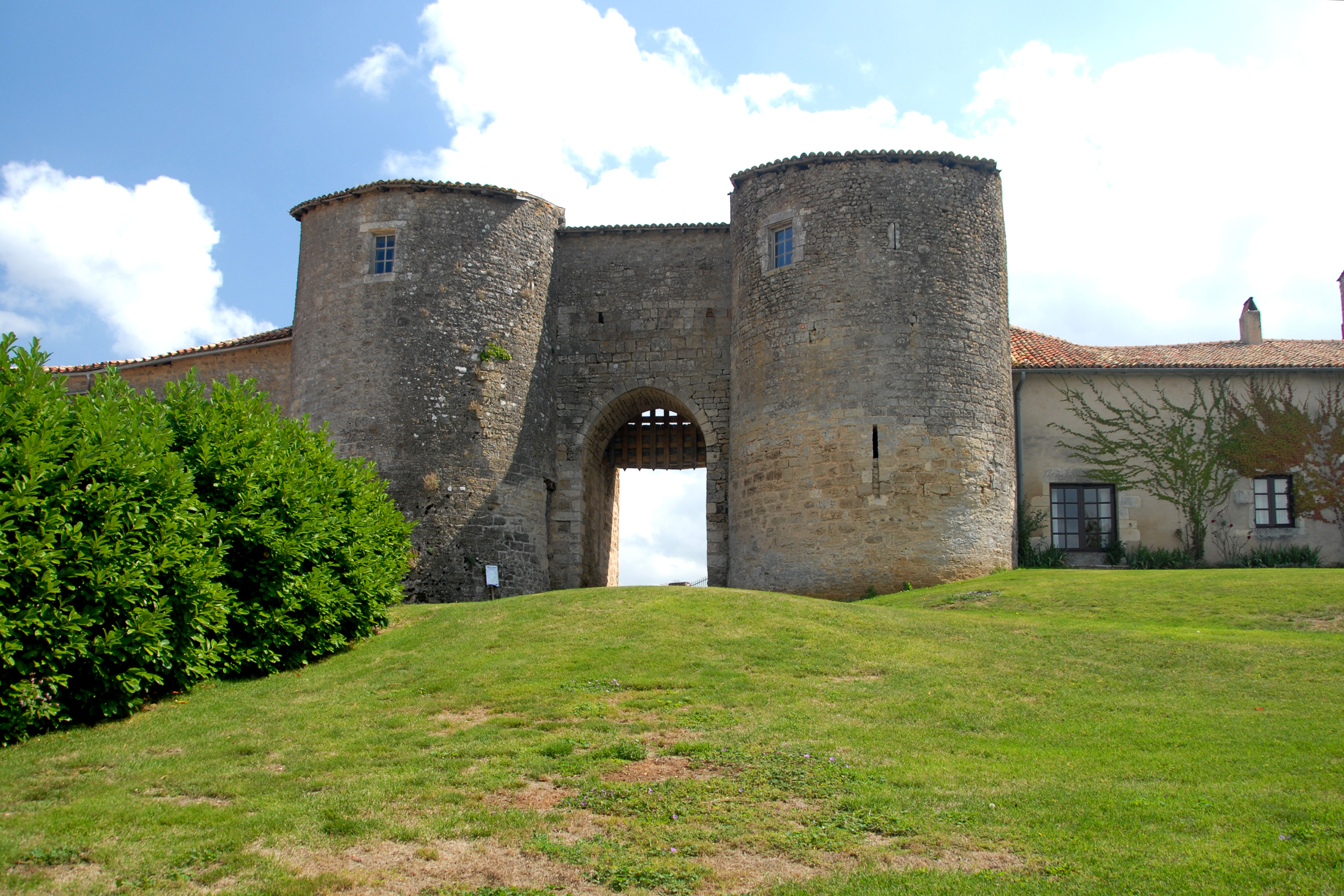
Château-Larcher, Haupttor zum Castrum, von Westen

Château-Larcher ist eine französische Gemeinde mit 1046 Einwohnern (Stand 1. Januar 2022) in der Region Nouvelle-Aquitaine im Département Vienne und liegt etwa 16 Kilometer südlich von Poitiers. Der Ort wird gänzlich umflossen von den Armen der Clouère. Er ist bekannt für seine mittelalterliche Festungsruine mit ehemaliger Burg, einer romanischen Kirche und einer bedeutenden Totenlaterne auf dem Friedhof. Weniger bekannt ist seine Lage am Rande des Schlachtfeldes der Schlacht von Voulon 507.

## Geschichte

### Weit zurückreichende Wurzeln
Die Besiedlung des Areals von Château-Larcher ist sehr alt. Auf dem Plateau von Thorus (angrenzender Ortsteil der Gemeinde) steht ein bemerkenswerter Dolmen aus der Zeit der Megalithkultur (4500 bis 2000 v. Chr.) Dieser stand inmitten einer keltischen Nekropole von mindestens tausend Gräbern.
Château-Larcher befindet sich nicht weit von der alten Römerstraße via Pictavia, die von Poitiers nach Civray führte. Deshalb ist es nicht verwunderlich, dass man in Baptresse, einem Nachbarort der Gemeinde Château-Larcher, einen gallo-römischen Altar entdeckte, mit je einer Skulptur eines der Götter des römischen Pantheons, auf jeder seiner vier Seiten. Dieser Altar wird datiert auf das 2. Jahrhundert n. Chr. und steht heute im Museum St. Croix in Poitiers.
Château-Larcher war möglicherweise nach Voulon auch eine der Kulissen der berühmten Schlacht von 507 zwischen den Franken unter Chlodwig I. (Clovis). und den Westgoten (auch Wisigoten genannt) unter Alarich II., in der die Westgoten vernichtend geschlagen wurden.

### Der Ortsname und seine Vorläufer
Das Dorf wird heute Château-Larcher genannt. Lateinisch hieß es einmal Castrum Achardi, was bedeutet: „Burg des Achard“. Das war der Name desjenigen, der sie Ende des 10. Jahrhunderts wiedererbaut hat. Es wurde damals auch Châtel-Achard oder Chasteau-Achard genannt. Im 11. Jahrhundert erschienen die ersten Veränderungen seines Namens. Man begann zu formulieren: „Chastel-Acherd“, „Chastel-Acher“, „Chastellacher“, und dann „Chastellachair“ oder „Chastel-Archier“. Bis zu achtzehn Varianten sind bekannt, die durch Urkunden des Mittelalters belegt sind.
Erstmals im Jahr 1627 taucht in einem Druckwerk der heutige Name Château-Larcher auf, der aber wenig Bezug zur ursprünglichen Bedeutung aufweist.
Wie aber hieß der Ort, bevor Achard seiner Burg und dem Ort seinen Namen lieh?
Mit Hilfe zweier Urkunden, die eine vom Kapitel von Saint-Cyprien, die andere vom Kapitel der Abtei Nouaillé ließ sich feststellen, dass der ursprüngliche Name von Château-Larcher Mesgon oder Metgon war.
Emmoin, der Eigentümer der Villa Mesgon, schenkte im August 857 der Abtei Nouaillé mehrere Besitztümer aus dem Nachlass seiner Eltern. Diese bestanden aus Häusern, einer Mühle, den Fischereirechten, verschiedene Wein- und Ackerbauflächen, alles befand sich im Dorf „Mesgon“.
Einunddreißig Jahre später, im Oktober 888, und im ersten Jahr des Königs Odo Ebbon, Sohn des Emmoin und bisaïeul, erfolgt eine Transaktion zwischen dem Abt von Saint-Cyprien de Poitiers, und dem Herrn der Villa Mesgon und seiner Burg: „in villa Mesgone, una cum ipsa castra (sic)“. Doch diese „villa Mesgon“ genannte Örtlichkeit wird in dieser Urkunde bezeichnet als „gewesen in den Ländern von Poitiers, in der Vicarie von Vivône (heute Vivonne) und an den Ufern der Clouère“: lateinisch „in pago Pictavo, in vicari Vicovedonense, super fluvium Clodera“.
In einer Urkunde von 969, die vom dom Fonteneau erhalten ist, ist eine präzise wie überzeugende Passage enthalten. Diese Urkunde ist diejenige, mit der Ebbon und Oda, als Vater und Mutter von Achard, das Priorat des späteren Château-Larcher gründeten.
Man spricht darin von einer Mühle an der Clouère, „zu den Geistlichen gegeben“, die Urkunde gibt zum Ausdruck: „Unterhalb unserer Burg gibt es eine Mühle, an der Clouère, nahe dem Turm, seit der Antike, die den Namen Metgon trägt: prope turrem quoe antiquitus Metgon vocatur.“ Dieser alte Turm steht noch im Zentrum des Dorfes, jedoch ohne seine ehemalige Bekrönung; Für ihn hat sich im Volksmund der Name Tour von Mesgnen erhalten, andere sagen, Maguin (beides sicher auf Mesgon oder Metgon zurückgehend).
Das ist offensichtlich das antike Metgon und die ursprüngliche Benennung dieses Orts.

### Die Schlacht von Voulon
Im Jahr 507 fand Die Schlacht von Voulon zwischen den Franken unter Chlodwig I. und den Westgoten unter Alarich II. statt. Am Rande des vermuteten Schlachtfeldes liegt Château-Larcher.

#### Voulon und nicht Vouillé
In einer wissenschaftlichen Studie, veröffentlicht im Jahr 1838, von der „Gesellschaft der Antiquitätenhändler im Westen“ äußerte sich M. de Fontenelle Vaudord so:
„Es gab noch in dieser Vikarie von Vivône einen Ort, der nicht der Hauptort der aktuellen Gemeinde ist, von dem es gut ist, ein wenig zu verweilen: Ich möchte ihn Mougon nennen oder Meugon (Villa Mesgone cum ipsa castra), und man liest übrigens "castrum in villa Metgon". Dieser Ort war in der Nähe des Flusses Clouère, den man nannte "fluvium Clodera".“
Fontenenelle fragte sich, „ob es nicht das Lager von Chlodwig und Alarich war“, und er ist sicher, „dass dieser Punkt von großer Bedeutung ist für die Festsetzung der denkwürdigen Schlacht von Vauclade, nach der die Monarchie der Franken in Gallien endgültig festgelegt wurde“.
Er sagt weiter: „eine Schlacht die das erste Reich der Westgoten in Gallien zerstörte, musste sich über eine große Fläche erstreckt haben, und zwar über die ganze Ebene zwischen der Clouère und Clain, anders gesagt über die Felder von Metgon, in campo Mogothense“
Gregor von Tours und andere Historiker geben an: „den Campus Vaucladeus, mit dem Voulon gemeint ist“.
Dazu kann man noch den Bericht lesen, von der öffentlichen Sitzung der Gesellschaft der Antiquitätenhändler, von Herrn Ménard, Doktor, Professor für Geschichte:
„Herr von Beauregard hat gezeigt, dass diese berühmte Schlacht nicht am Ort namens Vouillé geliefert wurde, dessen Name sich bis jetzt schlecht übertragen hat. Er hat sichtbar gemacht dass die Aktion sich südlich von Poitiers ereignet hatte, an den alten Furten des Clain, in Mougon, und vor allem Voulon, und sie endete in den Ebenen vor Champagné-Saint – Hilaire. Von nun an begann man, wenn man so will, mit einem modernen Namen dieser berühmten Schlacht, die in unseren Annalen, nicht die von Vouillé, sondern die von Voulon ist, den man ihr geben muss.“
„Voulon und nicht Vouillé, wie es viele moderne Historiker nennen, ohne jegliche Grundlage und gegen das Zeugnis der Alten“, schreibt wiederum der Wissenschaftler Bischof Cousseau und bedauert es.

#### Das Schlachtfeld

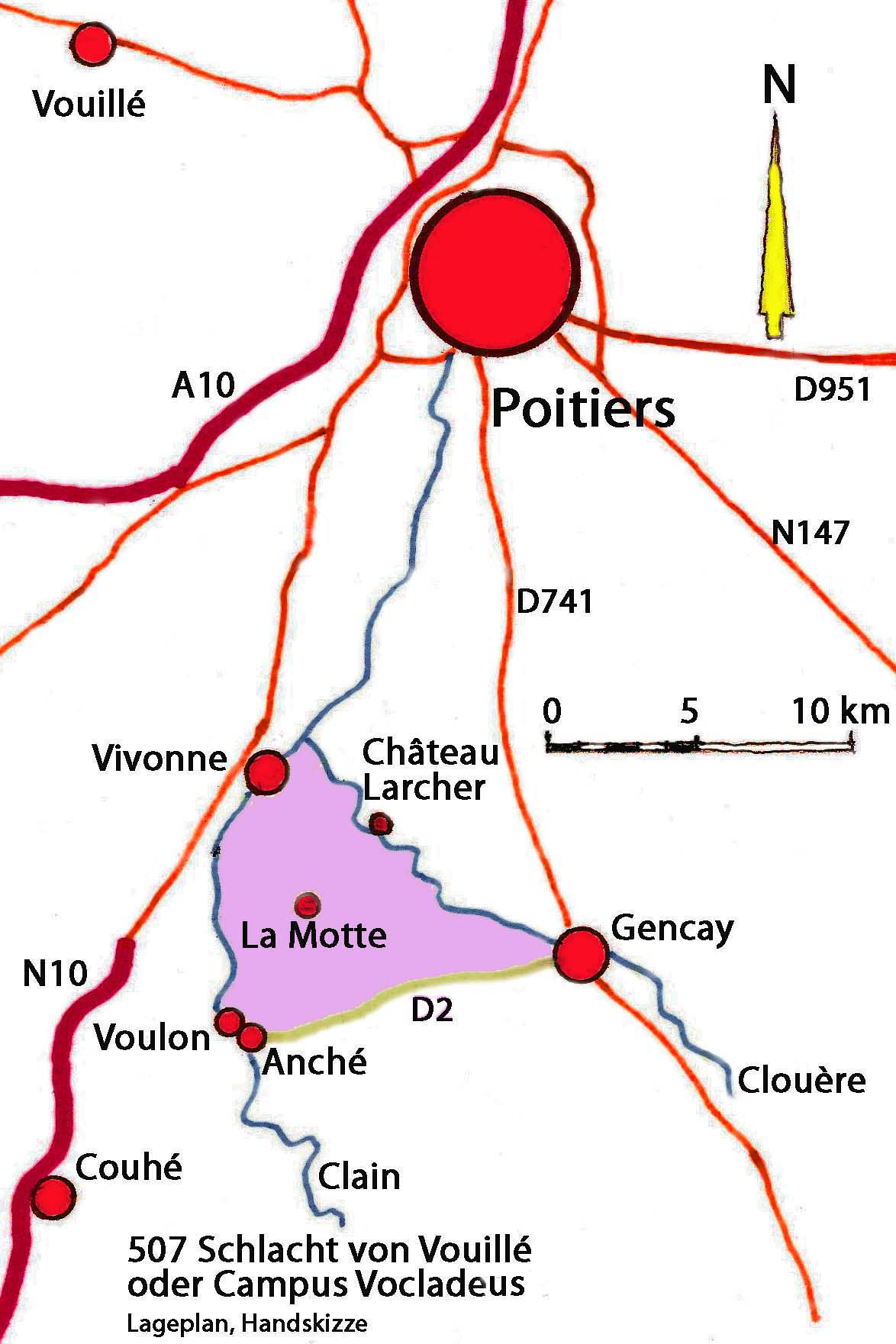
Schlacht von Voulon, Lageplan

Man weist heute als Kulisse der großen Schlacht von 507 ein gleichseitiges dreieckiges Grundstück aus, mit einem Umfang von 3 × 18 km = 54 km und einer Fläche von circa 140 km². Eine Spitze des Dreiecks liegt im Nordosten von Vivône (heute Vivonne), im Dorf Danlot, an einer Stelle, wo sich die Flüsse Clouère und Clain vereinen. Dieser Ort befindet sich geschützt auf der einen Seite durch die agger von Baptresse, und auf der anderen, vom Oppidum genannt Roquillon über dem Schilf. Dort beginnen zwei Seiten des Dreiecks, die aus den beiden Flüssen gebildet werden, und enden, die eine in Gencay, die andere in Voulon. Jenseits der dritten Dreieckseite, zwischen Voulon und Gencay, befand sich in den großen Ebenen von Champagné-Saint – Hilaire das Lager Sycharet.
Der Mittelpunkt des ehemaligen Schlachtfeldes ist das Dorf La Mothe (heute La Motte)-de-Ganne, etwa eine Meile (2,45 km) von den Flüssen Clouère und Clain entfernt, etwa 4 km von Château-Larcher und Vivône (heute Vivonne) und 8 km von Champagné.
Wenn Château-Larcher wirklich das frühere Metgon ist, was sehr wahrscheinlich ist, so bezeichnet von Hincmar, in seiner Schrift „das Leben von Saint Remy“, so trifft folgende lateinische Formulierung zu: "In campo Mogothense, super fluvium Clinno, milliario-cimo ab urbe Pictavis, bellum conserunt!"
Die Orte Mesgon (heute Château-Larcher), Vivone (heute Vivonne), Gencay, Anché und La Mothe (heute La Motte)-de-Ganne waren damals ebenso die Kulisse der großen Schlacht von 507, wie das Dorf Voulon.

#### Die Schlacht
Die Schlacht im Frühjahr von 507, zwischen den Franken unter Chlodwig I. und den Westgoten unter Alarich II. ereignete sich demnach in den Ebenen von Metgon (In campo Mogothense) am Fluss Clain (super fluvium Clinno), und zehn Meilen (24,5 km) von Poitiers, was genau den römischen Maßen von Château-Larcher bis zur Hauptstadt des Poitou entsprach.
Die Westgoten wurden vernichtend geschlagen. Alarich II. fiel durch die Hand Chlodwigs, und der Rest seiner Armee zog sich nach Spanien zurück. Mit dem Sieg über die Wisigoten leitete Chlodwig die große Herrschaft des Frankenreichs ein, die bis in das 9. Jahrhundert andauerte.
In einer speziellen Karte von M. Saint-Hippolyte, sind die wichtigsten Linien des Kampfes eingetragen.
Die Ausgrabungen der Sehenswürdigkeit des mutmaßlichen „Alarich Camp“ wurden im Jahr 2000 durchgeführt.

## Sehenswürdigkeiten

### Das Dorf Château-Larcher

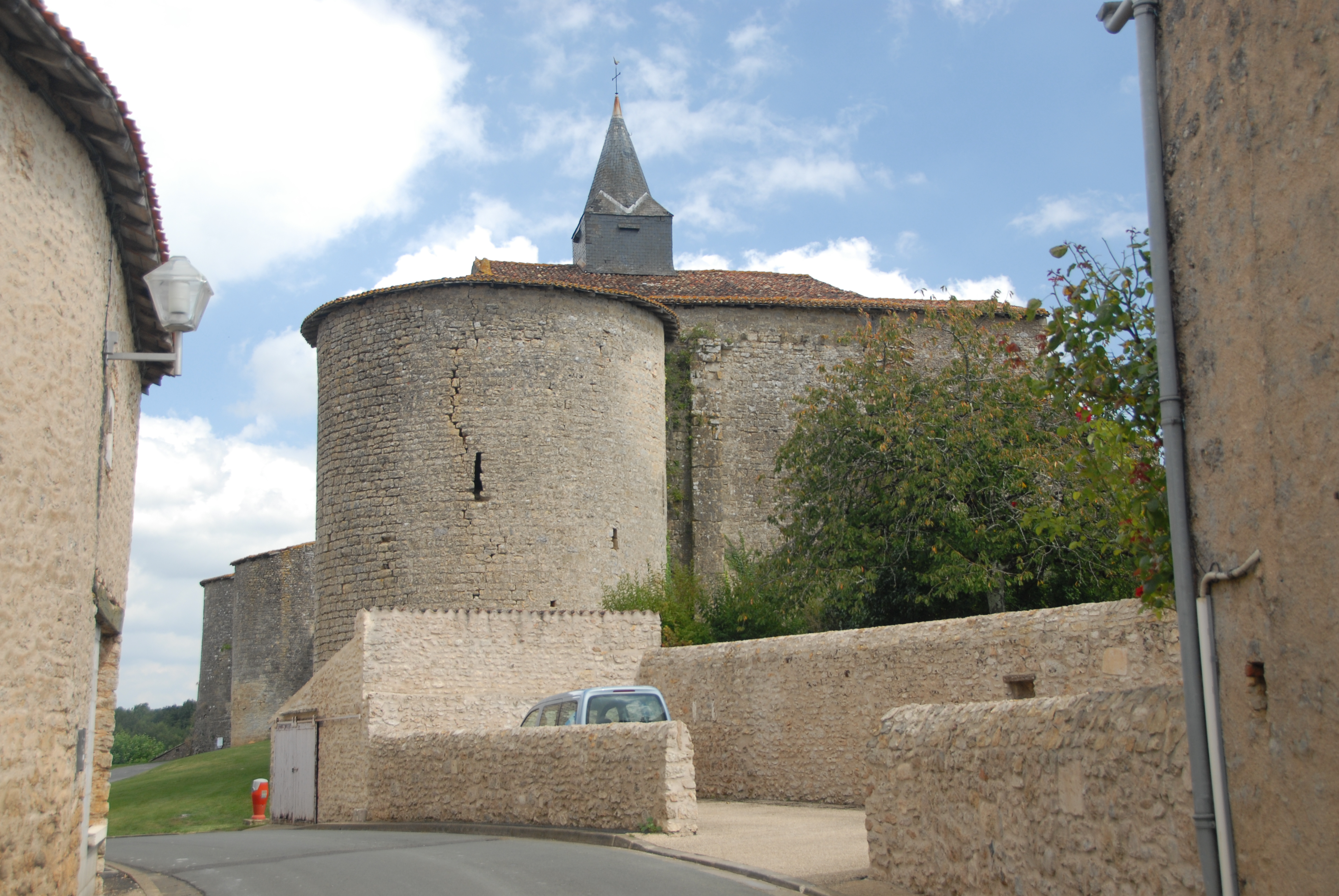
Château-Larcher, Dorfstraße, Wehrturm u. Kirche von Süden

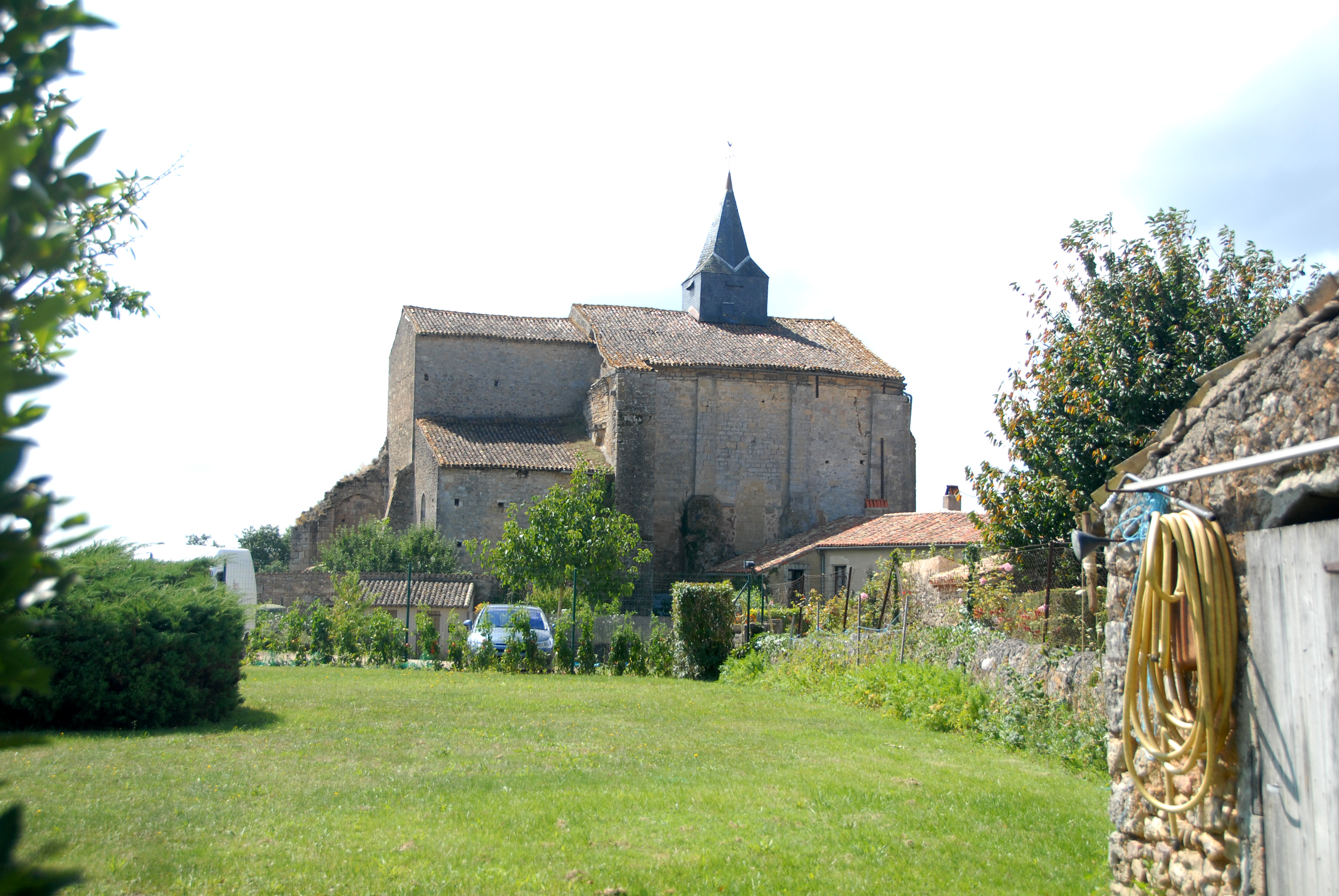
Château-Larcher, Kirche von N, vorne Gelände der ehem. Vorburg

Das heutige Dorf gruppiert sich um ihr ursprünglich befestigtes Zentrum, einem Castrum, aus den kümmerlichen Ruinen der einst stolzen Burg, den Überresten seiner Befestigungen, Wohn- und Nutzbauten, aus dem „Stadttor“, einigen Rundtürmen und Wehrmauern, und aus der stark beschädigten Kirche, deren Mauern in die Befestigungsanlagen integriert waren. Auch heute noch überragt das „castrum“ auf dem langgestreckten Felsrücken die kleine Siedlung, zuoberst die Kirche. Dieser Felsrücken und das ganze Dorf stehen auf einer „Insel“ der Clouère, die sich oberhalb der Siedlung teilt, deren Arme die Insel umschließen, und kurz dahinter sich wieder vereinen. Die Häuser von Château-Larcher reihen sich überwiegend beidseitig seiner Hauptstraße auf, und einige an Nebenstraßen.
Mitten im Dorf, etwa gegenüber der ehemaligen Burg, steht unmittelbar an der Hauptstraße ein runder Turm, der die anschließende zweigeschossige Bebauung weit überragt. Er besitzt mit der etwas zurückliegenden Befestigung des ehemaligen „Castrums“ keinen unmittelbaren Kontakt. Es handelt sich um den alten Mühlenturm, der im Volksmund den Namen Tour de Mesgnen (Turm von Mesgnen) trägt, oder auch Tour de Maguin. Beides geht sicher zurück auf Mesgon oder Metgon.
Die im Folgenden beschriebenen Bauwerke Burg, Kirche Notre-Dame und Saint-Cyprien und Totenlaterne sind ebenso wie der zuvor erwähnte Dolmen Monuments historiques.

### Das Castrum und die Burg von Château-Larcher

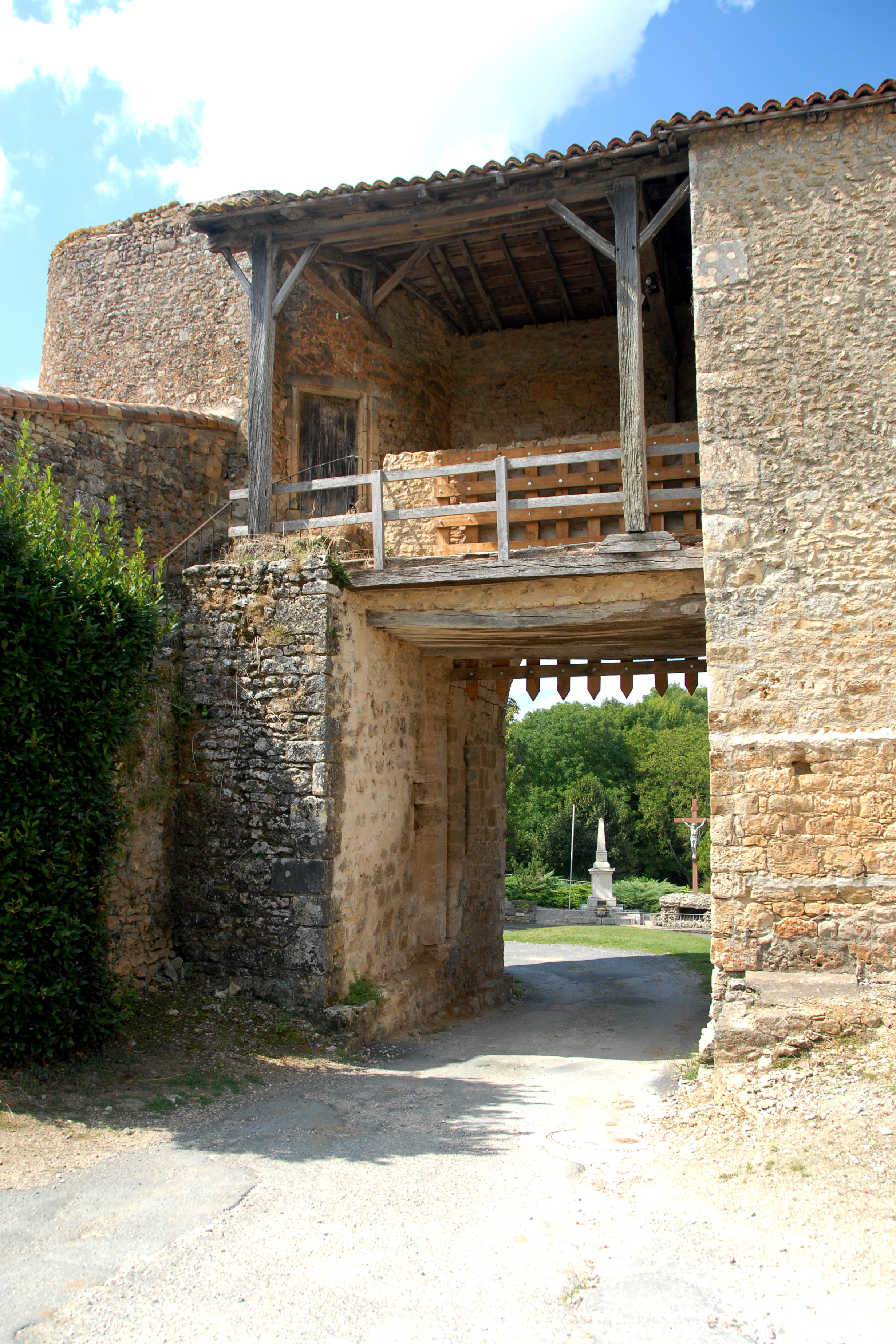
Château-Larcher, Hauptportal von innen

Das castrum, oder die Ende des 10. Jahrhunderts wieder errichtete Festung des Archard erstreckte sich von Norden nach Süden über die ganze Länge eines schlanken Felsrückens, nach den Quellen etwa 200 pas (Schritt) und nicht breiter als 50 pas (je 70 – 90 cm). Dieser fällt auf der langen Westseite sanft ab, was dort aufwändige Wehranlagen erforderte. Die ebenso lange Ostseite ragte als senkrechte Felswand aus der Ebene der Flussaue heraus, was dort niedrigere und weniger aufwändige Festungsbauwerke erlaubte.
Die eigentliche Burg ragte an der Nordostecke der Festung auf und war von ihrem übrigen, wesentlich größeren Abschnitt durch einen tief in den Fels eingeschnittenen Wassergraben getrennt, und machte ihn so strategisch zu einer Art Vorburg. Die Burg oder das Château fort bestand aus einem mächtigen Donjon (Bergfried) und verschiedenen Türmen und Wohnbauten, in dem die Burgherrschaften wohnten, die nur in kleinen Resten erhalten sind, und ihre ehemalige Größe und Wehrhaftigkeit kaum noch ahnen lassen. Die östlichen Teile der Burg reichten über die senkrechte Kante des Felsrückens hinaus, und dort bis hinunter auf die Ebene des Talgrundes. Im Bereich des Châteaus sollen auch noch Gewölbekeller erhalten sein. Die ehemalige zweite Zugbrücke, über die man in die Burg gelangte, hat man ersetzt durch eine breite Mauer, über die der heutige Weg hinüberführt.

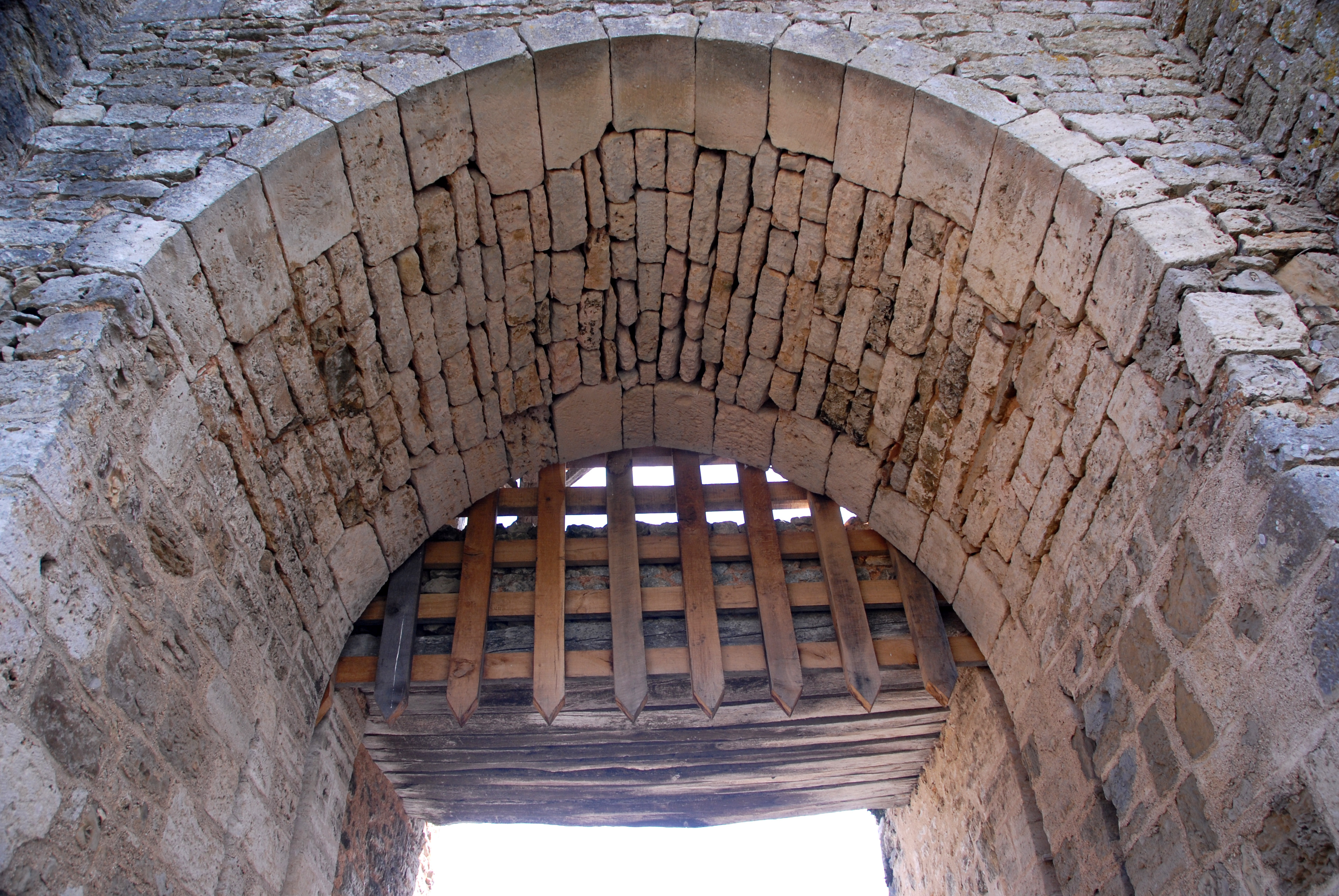
Château-Larcher, Hauptportal, Bogen und Fallgatter

Auf der Westseite des Castrums ragten einmal fünf runde Wehrtürme hoch auf. Zwei davon, etwa in der Mitte der Anlage, rahmten das einzige Zugangstor ein, dessen Ensemble heute in noch recht passablem Zustand erhalten ist. Vermutlich waren die Türme, die auch Türme der Garden genannt werden, ursprünglich etwas höher und ihre Mauern trugen einen Kranz von Zinnen. Zwischen den beiden Rundtürmen ist nach außen hin eine über zwei Geschosse reichende Wand hochgeführt, in die ein rundbogiges Portal ausgespart ist. Das Obergeschoss diente zur Verbindung der beiden Türme untereinander, bleibt aber innenseitig offen und ist lediglich überdacht. Die Toröffnung besitzt auf beiden Seiten Schlitze, in denen ein Fallgatter herabgelassen werden konnte, welches in Friedenszeiten in das Obergeschoss angehoben wurde. Bis zum 15. Jahrhundert schützte eine Zugbrücke zusätzlich den Zugang. In den Turmwänden sieht man noch die ursprünglichen Schlitze der Schießscharten.

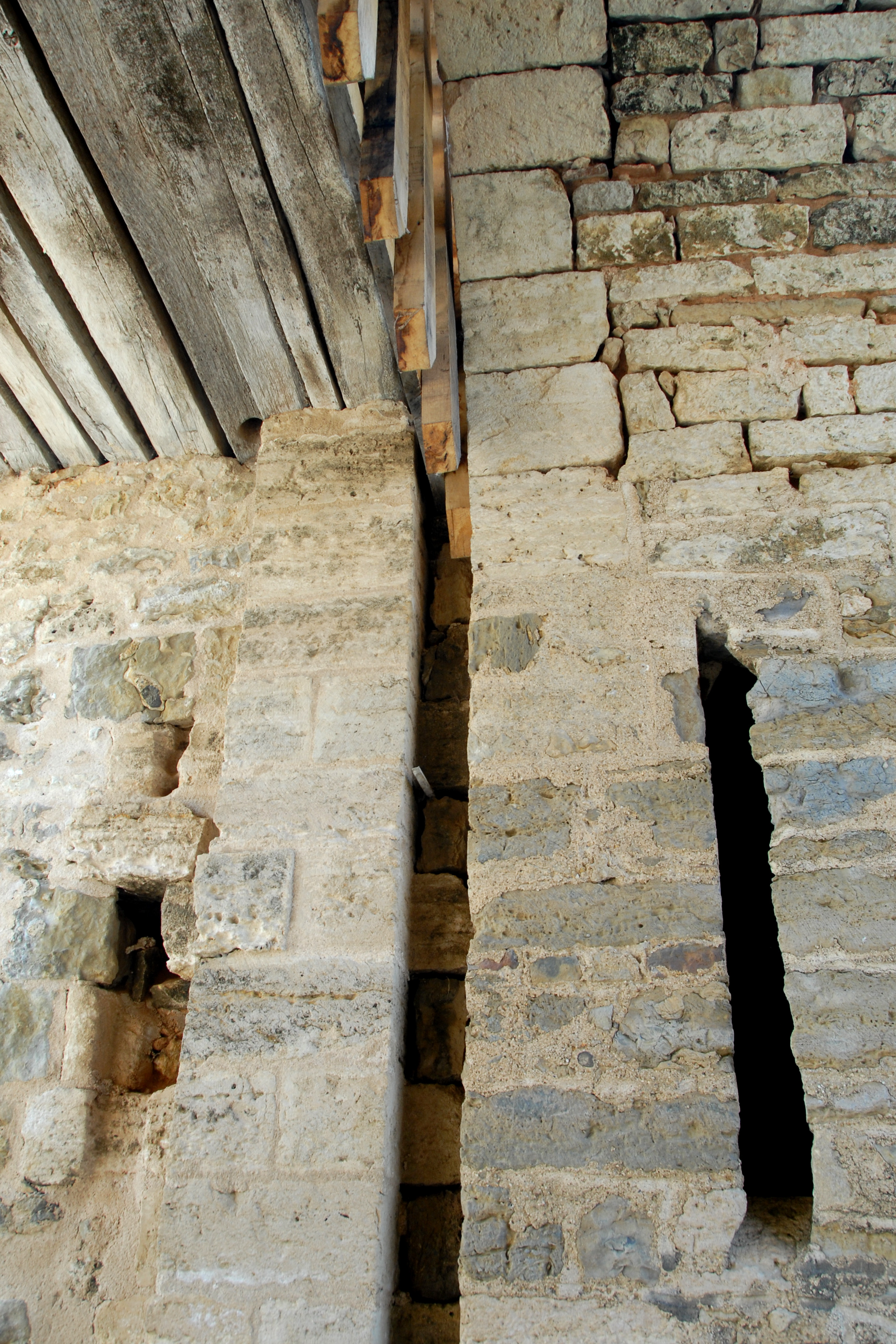
Château-Larcher, Fallgatterschlitz

Beidseitig der Tortürme erstreckten sich ehedem die hohen Wehrmauern der Festungsanlage, die in nördlicher Richtung fast bis zum Château reichten, und noch zweimal durch runde oder halbrunde Türme unterbrochen wurden. In Richtung Süden stieß die Wehrmauer schon bald gegen die Nordwestecke der Kirche, deren westliche, südliche und östliche Außenwände in die Wehranlagen des castrums integriert waren.
Erst im 14. Jahrhundert hat man an die Südwestecke der Kirche einen kräftigen runden Wehrturm angebaut, zur Verstärkung der Wehrtüchtigkeit auf dieser Ecke. Aus den Schießscharten des Turms hatte man ein Schussfeld von über 300 Grad.
Bis auf das Haupttor und einige Reste im Nordwesten der Wehrmauer sind die Wehrmauern fast bis auf deren Grundmauern verschwunden. Man kann aber heute noch ihren Verlauf weitgehend nachvollziehen, weil sie durch die westlichen Außenwände der dort neu entstandenen Wohnbauten ersetzt worden sind, zumeist mit einem Mauerwerk, das dem der Wehrmauern ähnlich sieht, und mit einer sparsamen Befensterung versehen. Zwischen diesen Hauswänden und den Häusern an der parallel verlaufenden Straße sind Flächen von Bebauung und höherer Bepflanzung freigeblieben, und somit eine weitgehend freie Sicht auf das Ensemble der Wehrmauern erlaubt. Dabei haben wahrscheinlich Denkmalämter mitgewirkt. Auf den Innenseiten der ehemaligen Wehrmauern stehen die Reihenhäuser der heutigen Bewohner, denen kleine Hausgärten vorgelagert worden sind.
Man muss sich natürlich dort auch im Mittelalter Wohn- und Nutzbauten vorstellen, die gegen die sie schützenden Wehrmauern errichtet worden sind. Bekannt ist, dass es dort die Unterkünfte der Bediensteten gab und die Ställe für das Nutz- und Schlachtvieh. In einer dieser Wohnungen gibt es in der ehemaligen Wehrmauer ein größeres Fenster, von dem bekannt ist, dass dort im 15. und 16. Jahrhundert ein Geschütz platziert war, zur Verteidigung der Festung.
Auf der fast parallel verlaufenden Ostseite der Festung gab es ursprünglich zwischen dem Burggraben und der Kirche über der senkrecht abfallenden Felswand ebenfalls Wehrmauern und noch weitere größere Wohn- und Nutzbauten. Bekannt ist zum Beispiel das Haus der Garde, in dessen Saal Recht gesprochen wurde und wo man den Herrschaften Sorgen und Nöte vortragen konnte. Der Seneschall leistete damals alle vierzehn Tage seinen Beistand. Gegenüber war das Gefängnis untergebracht, in dem man Verurteilte bestrafte. Die Gebäude umgaben den so genannten Ehrenhof, auf dem die Garde exerzierte.
Unter diesen Gebäuden befanden sich auch die eines kleinen Priorats, das gegen Ende des 10. Jahrhunderts gegründet worden ist, in dem vier Benediktiner-Mönche untergebracht waren. Die Geistlichen und die Herrschaften des Châteaus konnten die Kirche auf ihrer Nordseite durch eine separate Tür betreten.

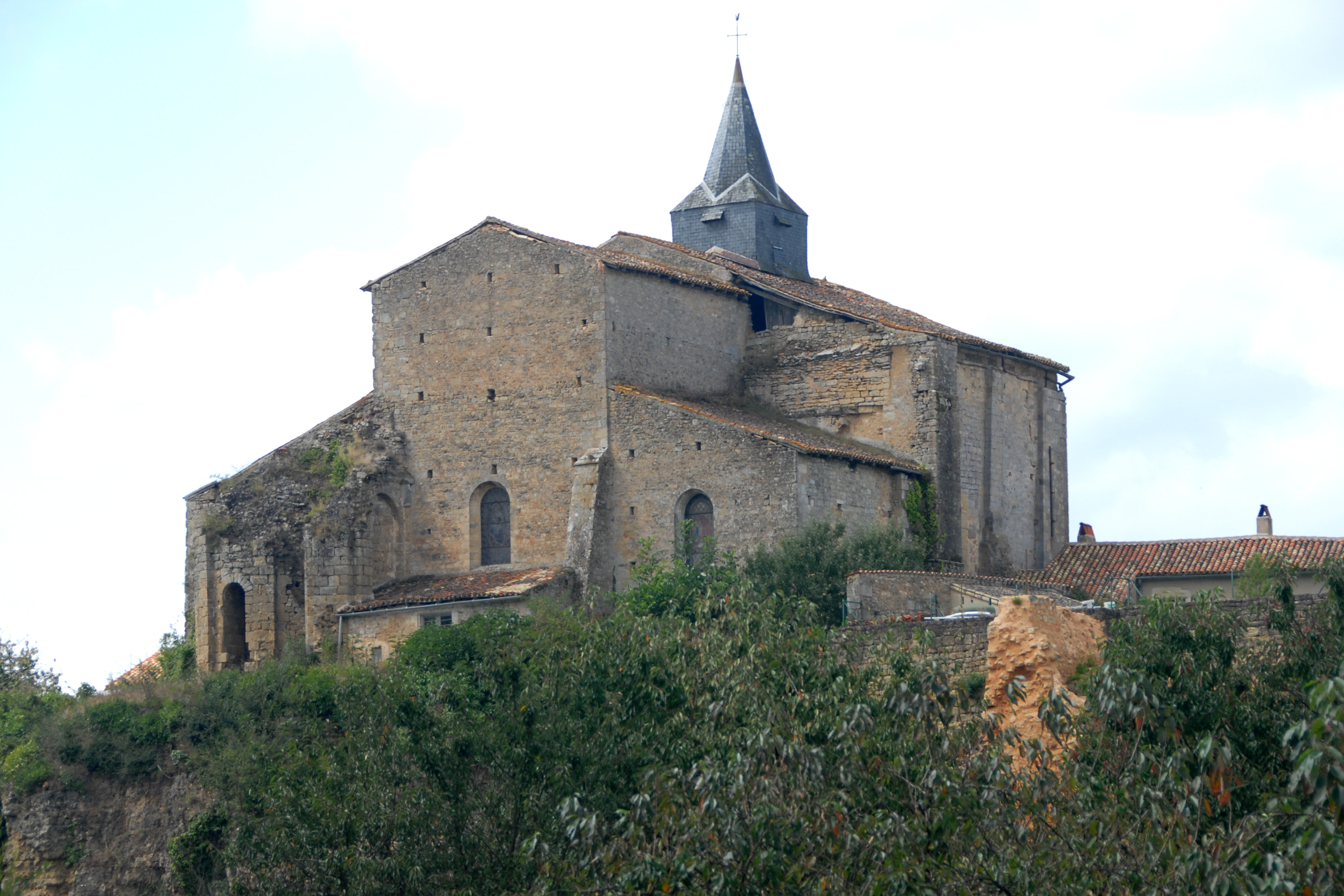
Château-Larcher, Kirche, ehem. Chorhaupt, rechts Wehrmauer des Castrums, von NO

Die von Achard Ende des 10. Jahrhunderts wieder errichtete Festung genoss in der Folgezeit des Mittelalters mit ihrer hohen Verteidigungsbereitschaft eine bedeutende starke Stellung in der Region.
Der Hundertjährige Krieg (1339–1453), der im Wesentlichen vom Ringen Frankreichs und Englands um die Herrschaft Aquitaniens bestimmt war, brachte auch Château-Larcher immense Schäden bei. Ein Dokument über eine Untersuchung aus dem Jahr 1454 schildert die näheren Umstände in traurigen Farben: „Genommen und von Sturm, heute von den Engländern, morgen von den alten Kriegern, halb zerstört und verbrannt, fiel er fast zusammen mit den Beschädigungen durch Jeanne de Maillé (1331–1414), weil die Protestanten zweimal kamen, und neue Verwüstungen anstellten“.
Von 1504 bis 1638 wurde die Restaurierung der Festungsbauten organisiert. Daran beteiligt waren die Leute von Rochechouart (Verschiedene Herren de Rochechouart waren auch Herren von Château-Larcher, daher diese Verbindung), die aber bevorzugt an ihren Unterkünften arbeiteten. Schon bald blieben die Aufwendung der öffentlichen Hand für die Bezahlung der Familie aus, die an der Anlage als landwirtschaftlicher Hof interessiert war. Ihre ständige Abwesenheit führte zu erneutem Verfall der Gebäude.
Im Jahr 1680 stellte der Steuereinnehmer von Château-Larcher fest: „dass die Burg aus neun Türmen mit gryserie (?) besteht, einschließlich demjenigen der Kirche, auf der Anhöhe eines Felsens, diese sind in gutem Zustand, aber die Unterkunft ist nicht schön“.
Zu diesem Zeitpunkt fehlte bereits seit etwa fünfzig Jahren die Anwesenheit seiner Herrschaften. Die Bauten waren nicht nur der Verwitterung ausgesetzt. Die wilde unkontrollierte Nutzung durch etliche Bauern, die sich hier mit ihrem Vieh niedergelassen hatten, führte schnell zu einem furchtbaren Zustand. Im Jahr 1693 galt die „Häufung von Beschädigungen als umfassend“.
Die Französische Revolution 1789 löste einen „Flächenbrand“ aus, der das ganze Land erfasste. Fast alles, was an Bauwerken des alten Herrschaftsapparates und auch kirchlicher Organisationen existierte, wurde zum „Nationalgut“ erklärt und den Bürgern zum Abbruch verkauft. So ging es auch Château-Larcher, wo es zu allen Arten von Verwüstungen kam. Der Donjon der Burg ging in den Besitz eines Brassac über. Zum Abriss kamen dort vor allem Balken, Treppen, Türen, Fensterkreuze, Pflastersteine, alle Steine, die man aus den Wände entfernen konnte, selbst die Bruchsteine, alles wurde verkauft und zerstreut. Jeder Einwohner von Château-Larcher und aus den benachbarten Ortschaften hat sich in diesem "grandiosen Steinbruch" bequem bedient, zur Verwendung in den eigenen Neubauten. Bis auf die heute erhaltenen spärlichen Überreste wurde nahezu alles abgetragen. Erhalten sind noch zwei eingewölbte Räume der Kasematten und andere überwölbte Keller.
Noch im Jahr 1810 wurde der große Saal der Garde abgebrochen und dessen Baumaterialien von Herrn Neumann, Bürgermeister von Vivône (heute Vivonne), gekauft. Sie dienten ihm beim Bau seines Hauses, am Ufer des Flusses Palais, gegenüber vom Messegelände der Kantons-Hauptstadt.
Kurz danach wurde die Festung von ihrem Besitzer, dem Herrn Baron von Cressac, an seine Tochter Frau Marquise de Montcalm-Tryon weitergegeben. Diese hat sie anschließend gänzlich aufgegeben. Niemand brauchte danach noch eine Erlaubnis, um Baustoffe zu holen, die dort immer noch bequem zu entnehmen waren.
Im Jahr 1870 kaufte M. Albert Boutillier von Retail, Mitglied der Gesellschaft der Antiquitätenhändler im Westen, das Objekt. Er schulte sich auf dem Gebiet moderner Restaurierungen. Er stellte den Brunnen der Küche wieder her und trug alles zusammen, was er in den Ruinen fand.
Die Türme des Châtelet-Portals wurden im Jahr 1912 unter Denkmalschutz gestellt, Die Ruinen der Burg und ihres Donjons wurden im Jahr 1927 ebenso eingestuft.
Die 1972 bis 1980 erfolgten Ausgrabungen wurden zu Sehenswürdigkeiten der Burg. Dabei konnten die restaurierten Keller und der Brunnen der Festung sowie zahlreiche Gegenstände aus dem Mittelalter gesichert werden. Vor allem eine große Anzahl von Münzen und Alltagsgegenstände werden im Depot der Ausgrabungen aufbewahrt.
Seit 1997 gehört die Burg der Gemeinde. Es ist beabsichtigt, die erhaltenen Teile der Festung so herzurichten, dass sie öffentlich zugänglich gemacht werden können.

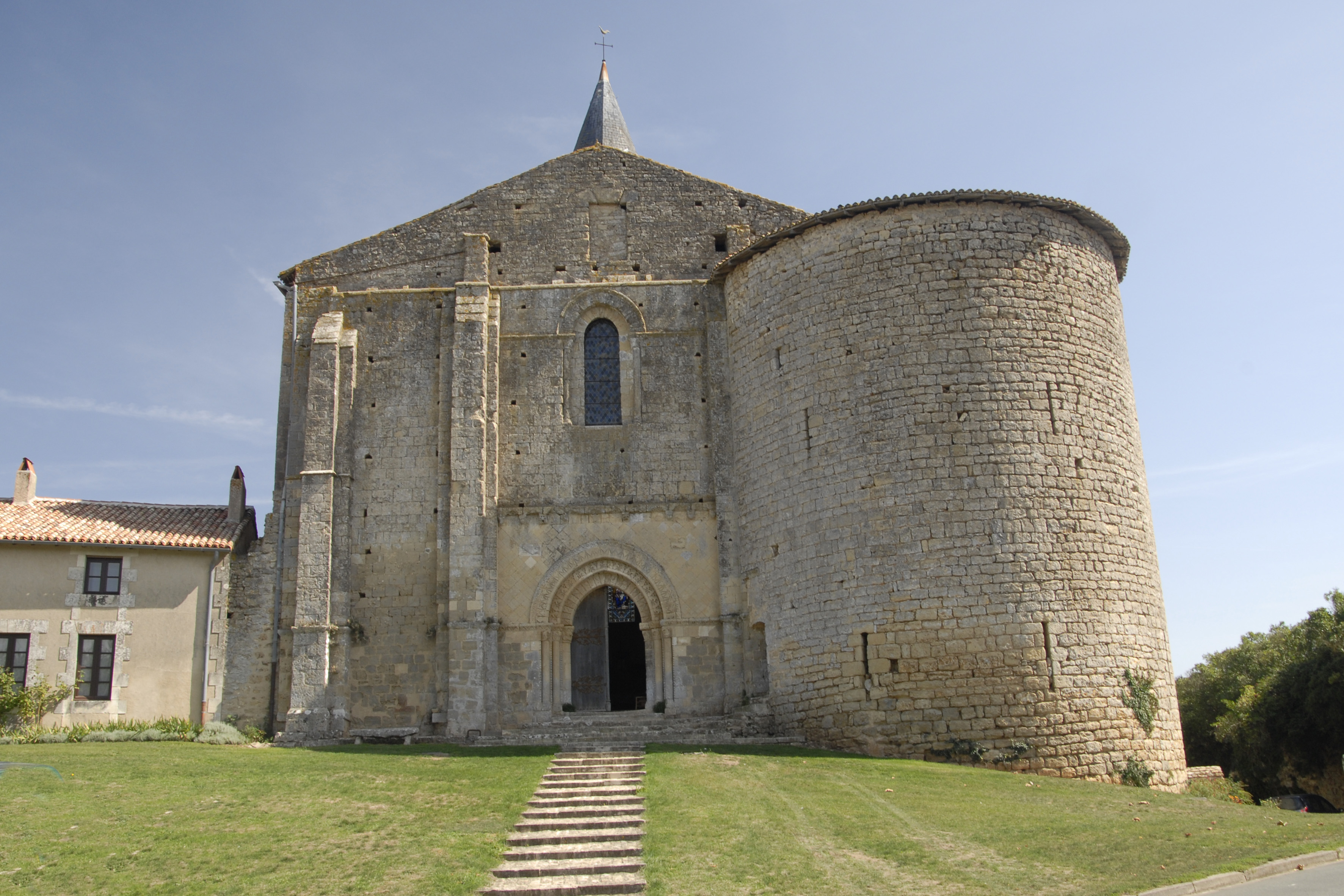
Fassade der Kirche von Westen, mit Wehrturm

### Die Kirche Notre-Dame und Saint-Cyprien
Die Kirche Notre-Dame-et-Saint-Cyprien ist die romanische Pfarrkirche der Gemeinde Château-Larcher. Sie ist als historisches Denkmal (Monument historique) klassifiziert. Durch Kriegs- und Wettereinwirkung und die darauf folgenden Reparaturen wurde das Gebäude verschiedentlich verändert.

### Die Lanterne des Morts (Totenlaterne)
Im Zentrum des heutigen Friedhofs von Château-Larcher ragt eine zylindrische Stele auf, die auf einer quadratischen Basis steht, ein romanisches Baudenkmal aus den ersten Jahren des 13. Jahrhunderts, mit weit zurückreichenden Traditionen des Totenkultes. Solche Bauwerke werden Totenlaterne genannt.
Die Basis misst etwa 50 × 50 cm und ist 1,50 m hoch. Sie wird dreiseitig von einem weit ausladenden halbkreisförmigen Podest umgeben, auf das allseitig drei Stufen hinaufführen. Unmittelbar vor der Basis ist auf dem Podest noch eine quadratische Steinplatte aufgelegt, auf die der Pfarrer steigt, um an einer von der Basis auskragenden kleinen Altarplatte den Totengottesdienst zu zelebrieren. Die vier oberen Ecken des quadratischen Sockels sind mit kleinen „Krabben“ verziert.
Zentrisch auf der Basis steht der 5,70 m hohe kreisrunde steinerne Hohlzylinder mit einem Außendurchmesser von 37 cm. Er wird von einem steinernen spitzen Kegeldach von knapp 1,50 m Höhe bekrönt, dessen unterer Rand mit einem doppelten Rundprofil markiert wird. Die Oberflächen des Kegels sind in Art eines Flechtwerkes plastisch strukturiert. Bekrönt ist die Totenlaterne mit einem steinernen Tatzenkreuz, dass 1840 dort von M. Mauduyt angebracht wurde. Kurz unter dem Dachrand sind kleine in alle Himmelsrichtungen weisende rundbogige Fensteröffnungen eingelassen, deren Leibungen allseitig nach außen schräg aufgeweitet sind. Durch sie fällt das Licht der Totenlaterne und soll den Auferstandenen den rechten Weg in der Dunkelheit weisen. Am unteren Ende des Hohlzylinders gibt es links von Altar eine fünfte, aber rechteckige Öffnung, über die ein brennendes Öllicht in den Schacht eingebracht, und mit einem Seil, oben über eine Rolle umgelenkt, hochgezogen werden kann. Im Mittelalter wurden die Totenlaternen in jeder Nacht oder an besonders festgelegten Tagen zu Ehren aller Verstorbenen der Umgebung angezündet. Bei manchen Messfeiern auf dem Friedhof wurde in der Säule das „Hosiannakreuz“ vom Palmsonntag hochgezogen.

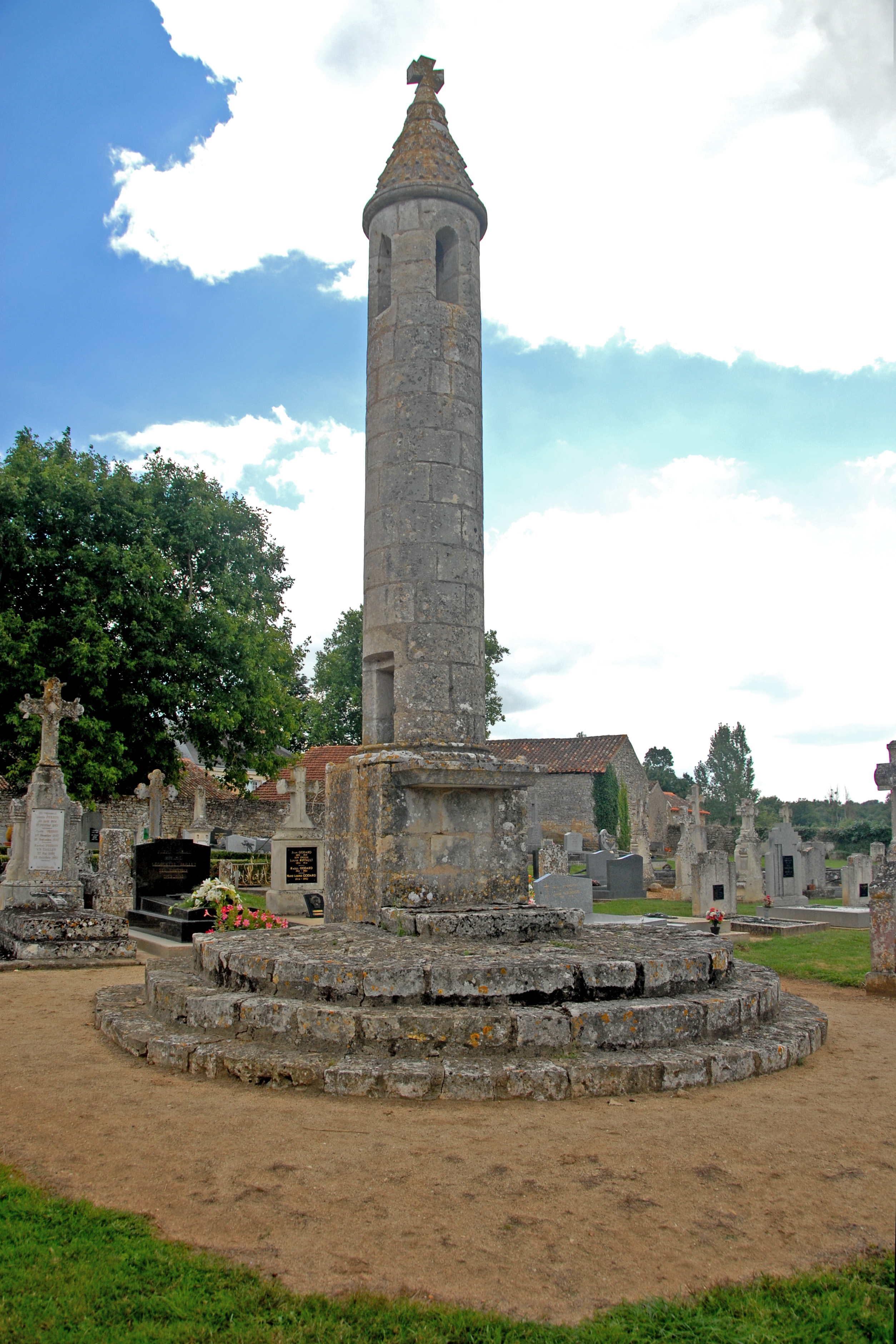
Totenlaterne, Stufenrondell, Altar
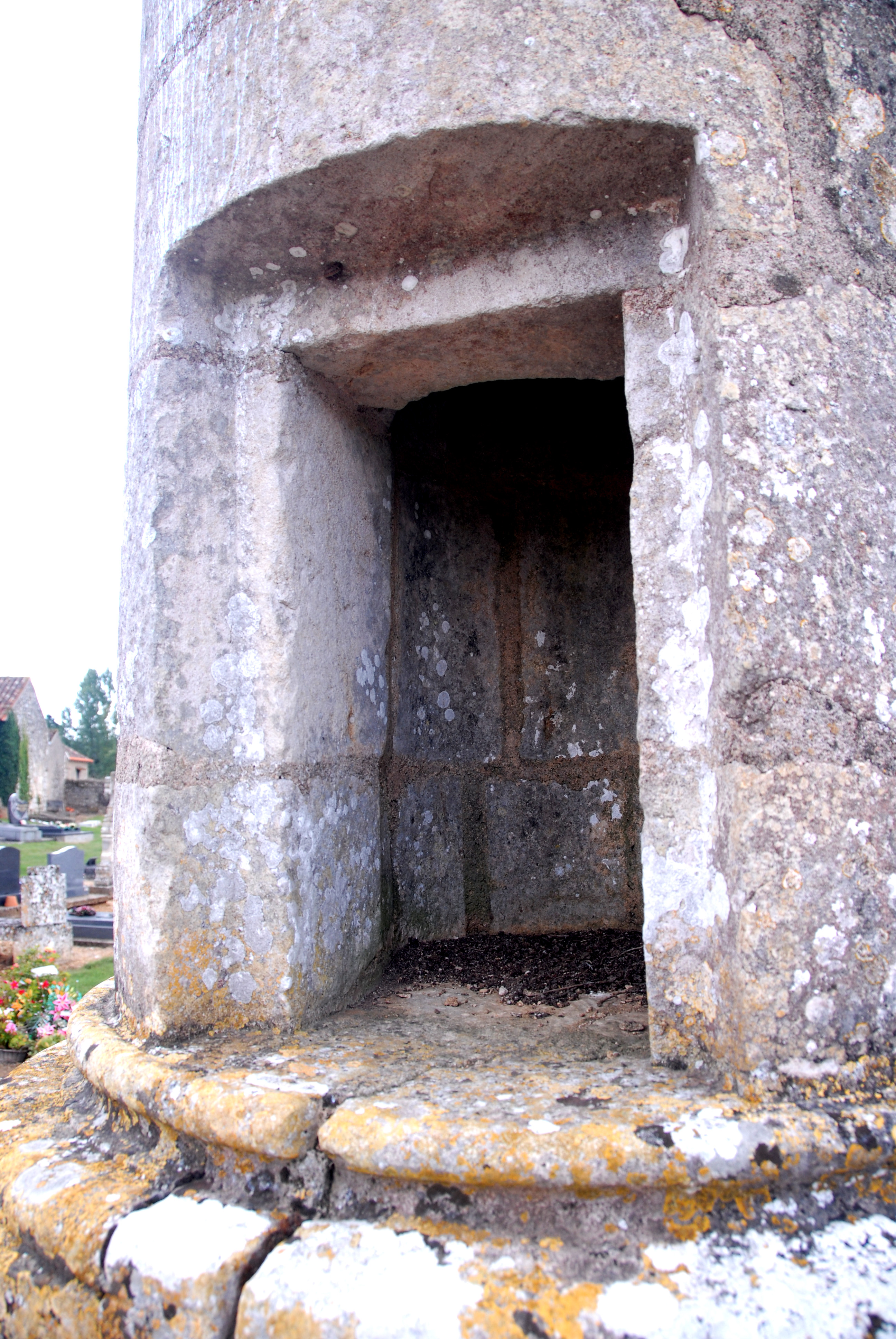
Totenlaterne, Türöffnung im Säulenschaft
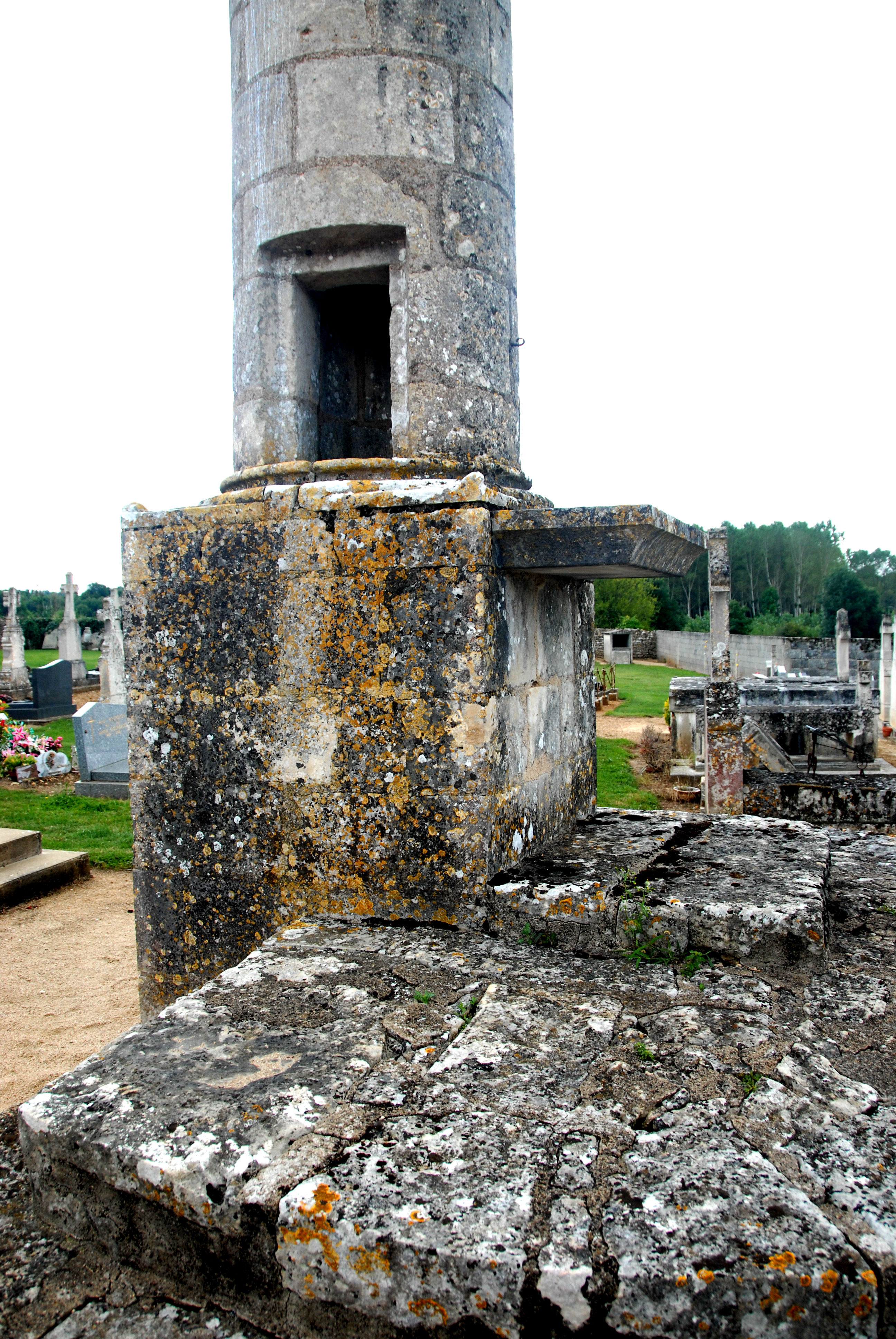
Totenlaterne, Oberste Stufe, Altar, Türchen
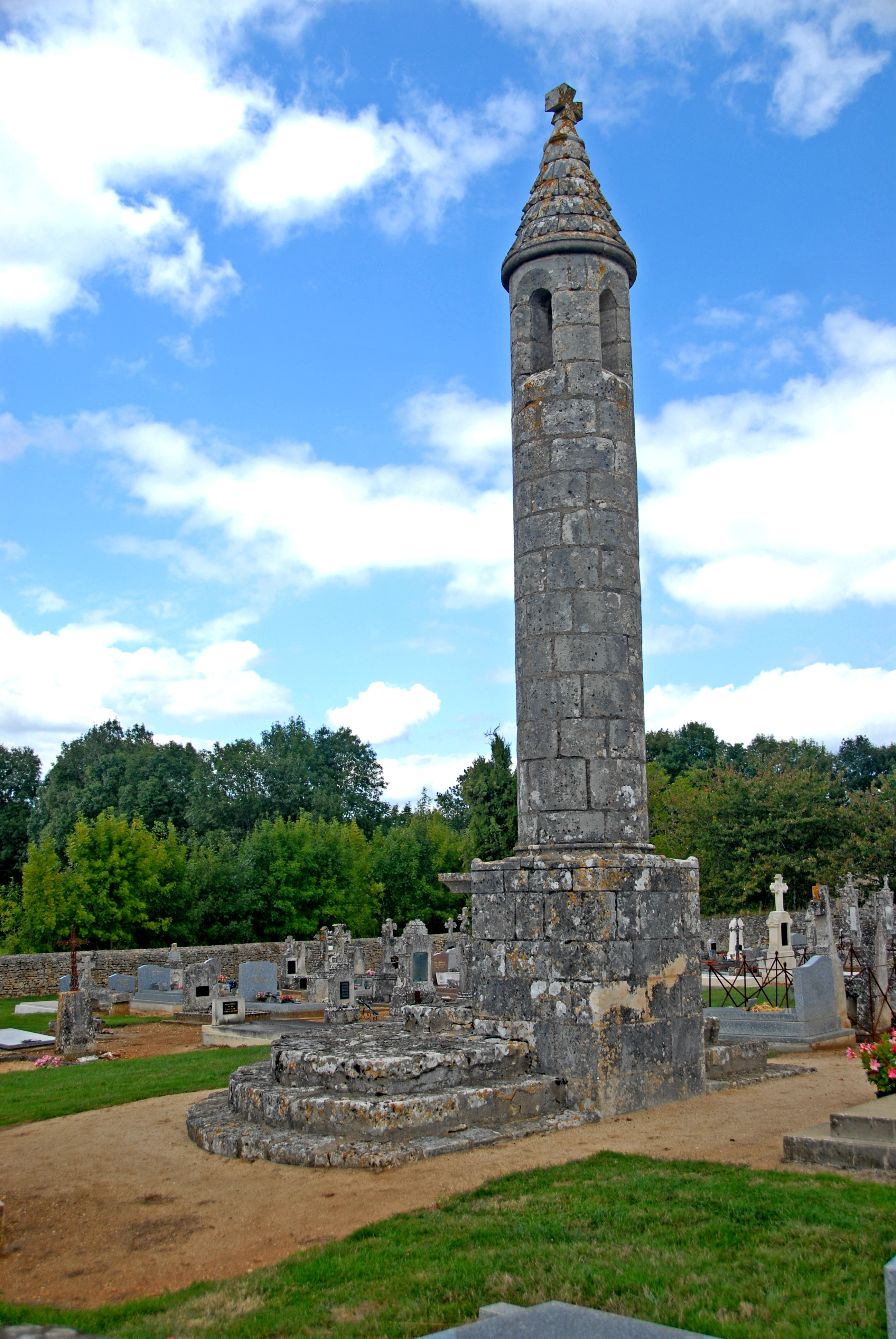
Totenlaterne, Rückseite